# Daniel López Alcañiz
Daniel López Alcañiz, es un jugador de baloncesto español, que ocupa la posición de base. (Salamanca, Castilla y León, España, 29 de abril de 1982). 

## Trayectoria deportiva
- Cantera C.B. Salamanca.
- 1996-00   Centro de Formación siglo XXI País Vasco.
- 2000-01   EBA. Real Madrid B.
- 2000-01   ACB. Real Madrid.(Debuta en ACB con el primer equipo)
- 2001-02   LEB2. C.B. Calpe.
- 2002-04   LEB Melilla Baloncesto.
- 2004-05   LEB Cáceres C.B.
- 2005-06   LEB Lobos Cantabria.
- 2006-07   LEB Gijón Baloncesto.
- 2007-09   LEB Oro Club Baloncesto Breogán.
- 2009-11   ACB Suzuki Manresa
- 2011-13   LEB Oro Autocid Ford Burgos.
- 2013-14 Halcones de Xalapa México
- 2013-14 Bàsquet Club Andorra
- 2014- CB Breogán

## Internacionalidades
- Selección de España sub-20.
- Selección de España Junior.
- Selección de España Cadete.